# Lophocyttarra phoenicoxantha
Lophocyttarra phoenicoxantha är en fjärilsart som beskrevs av George Francis Hampson 1914. Lophocyttarra phoenicoxantha ingår i släktet Lophocyttarra och familjen nattflyn. Inga underarter finns listade i Catalogue of Life.